# 劉思立
劉思立（?—?），唐朝宋州宁陵县人。
唐高宗时为侍御史。当时河南、河北大旱，朝廷派御史中丞崔谧等分道赈济，刘思立上疏劝谏：“现在麦子即将成熟，蚕功还没有结束，春夏秋三季之务，是百姓最重要的事。敕使巡察，百姓都忘其家业，希望得到天恩，踊跃欢迎，必难抑止，集众过多，妨碍农事也多。加上路途往还，早晚停滞。既然是赈济，一定要立簿书，本想要安抚，却成为烦扰。又没有停驿之处，马的供应也困难。官私选用，必须事先征集。雨后农务，特别紧迫，耽误须臾，影响一年的收成。只算马这件事，要打扰数家，从此计算，恐滋扰更大。希望委派州县赈给，等到秋闲时朝廷再出使巡察。”上疏后，崔谧没有成行。后劉思立转任考功员外郎，永隆二年（681年），刘思立建言改革科举制度，明经科多抄义条，进士科只是背诵旧策，都是埋没实才，有司只以人数充第。建议明经加试帖经粗十得六以上，进士试杂文二篇，通文律之人然后才能试策。不久在官任上去世。其子刘宪。